# العلاقات الأمريكية الغواتيمالية
العلاقات الأمريكية الغواتيمالية هي العلاقات الثنائية التي تجمع بين الولايات المتحدة وغواتيمالا.

## مقارنة بين البلدين
هذه مقارنة عامة ومرجعية للدولتين:
| وجه المقارنة                                              | الولايات المتحدة                                                                                                  | غواتيمالا       |
| --------------------------------------------------------- | --- | --------------- |
| المساحة (كم2)                                             | 9.83 مليون | 108.89 ألف      |
| عدد السكان (نسمة)                                         | 311.58 مليون | 17.26 مليون     |
| الكثافة السكانية (ن./كم²)                                 | 31.7 | 158.51          |
| العاصمة                                                   | واشنطن العاصمة | غواتيمالا       |
| اللغة الرسمية                                             | لغة إنجليزية | اللغة الإسبانية |
| العملة                                                    | دولار أمريكي | كتزال غواتيمالي |
| الناتج المحلي الإجمالي (بليون دولار)                      | 19.39 تريليون | 75.62 مليار     |
| الناتج المحلي الإجمالي (تعادل القوة الشرائية) بليون دولار | 18.04 تريليون | 126.21 مليار    |
| الناتج المحلي الإجمالي الاسمي للفرد دولار أمريكي          | 56.12 ألف | 3.90 ألف        |
| الناتج المحلي الإجمالي للفرد دولار أمريكي                 | 54.63 ألف | 7.45 ألف        |
| مؤشر التنمية البشرية                                      | 0.920 | 0.627           |
| رمز المكالمات الدولي                                      | +1 | +502            |
| رمز الإنترنت                                              | .us، حكومة، .mil، Edu.                                                                                            | .gt             |
| المنطقة الزمنية                                           | توقيت ساموا الأمريكية، توقيت أطلنطي موحد، منطقة زمنية وسطى، توقيت ألاسكا ‏، المنطقة الزمنية الجبلية، توقيت تشامرو ‏ | 00              |

## مدن متوأمة
في ما يلي قائمة باتفاقيات التوأمة بين مدن أمريكية وغواتيمالية:
- ترتبط ليفيرموري مع كويتزالتنانغو باتفاقية توأمة.
- ترتبط برمنغهام مع كوبان، غواتيمالا باتفاقية توأمة.
- ترتبط كورال غيبلز مع أنتيغوا غواتيمالا باتفاقية توأمة.

## منظمات دولية مشتركة
يشترك البلدان في عضوية مجموعة من المنظمات الدولية، منها:
| علم المنظمة | اسم المنظمة                               | تاريخ انضمام الولايات المتحدة | تاريخ انضمام غواتيمالا |
| ----------- | ----------------------------------------- | ----------------------------- | ---------------------- |
|             | وكالة ضمان الاستثمار متعدد الأطراف        | 12 أبريل 1988                 | 11 يوليو 1996          |
|             | الاتحاد الدولي للاتصالات                  | 1 يوليو 1908                  | 10 يوليو 1914          |
|             | يونسكو                                    | 4 نوفمبر 1946                 | 2 يناير 1950           |
|             | الأمم المتحدة                             | 24 أكتوبر 1945                | 21 نوفمبر 1945         |
|             | المركز الدولي لتسوية المنازعات الاستشارية | 14 أكتوبر 1966                | 20 فبراير 2003         |
|             | البنك الدولي للإنشاء والتعمير             | 27 ديسمبر 1945                | 28 ديسمبر 1945         |
|             | مؤسسة التمويل الدولية                     | 20 يوليو 1956                 | 20 يوليو 1956          |
|             | منظمة الشرطة الجنائية الدولية             | ?                             | ?                      |
|             | مؤسسة التنمية الدولية                     | 24 سبتمبر 1960                | 27 أبريل 1961          |
|             | الاتحاد البريدي العالمي                   | ?                             | ?                      |
|             | منظمة حظر الأسلحة الكيميائية              | ?                             | ?                      |
|             | المنظمة الهيدروغرافية الدولية             | ?                             | ?                      |
|             | منظمة التجارة العالمية                    | ?                             | ?                      |

## أعلام
هذه قائمة لبعض الشخصيات التي تربطها علاقات بالبلدين:
- آرون هيريرا (لاعب كرة قدم أمريكي، 6 يونيو 1997[26] – )
- أدريا أرخونا (ممثلة أمريكية، 25 أبريل 1992 – )
- أوسكار إسحاق (9 مارس 1979 – )
- إيزابيلا إسكوبار (لاعبة كرة مضرب غواتيمالية، 12 أغسطس 1992 – )
- بينتون ماكميلين (سياسي أمريكي، 11 سبتمبر 1845[27][28] – 8 يناير 1933[27][28])
- بينيتو مارتينز (ممثل أمريكي، 28 يونيو 1971 – )
- تود د. روبنسون (عقد 1960 – )
- توني ريفولورو (ممثل أمريكي، 28 أبريل 1996[29] – )
- دافني زونيجا (ممثلة أمريكية، 28 أكتوبر 1962[30] – )
- روبيو روبين (1 مارس 1996[31] – )
- روموالدو باتشيكو (سياسي أمريكي، 31 أكتوبر 1831[32][33] – 23 يناير 1899[32])
- فرنسيسكو غولدمان (1954 – )
- كريستيان رولدان (لاعب كرة قدم من الولايات المتحدة الأمريكية، 3 يونيو 1995[34] – )
- مويسيس هيرنانديز (لاعب كرة قدم، 5 مارس 1992[35] – )
- ناثانيل ديفيس (دبلوماسي أمريكي، 12 أبريل 1925[36] – 16 مايو 2011[36])

## وصلات خارجية
- موقع وزارة الخارجية الأمريكية
- موقع وزارة الخارجية الغواتيمالية